# Верендин (Караш-Северин)
Верендин (рум. Verendin) насеље је у Румунији у округу Караш-Северин у општини Лункавица. Oпштина се налази на надморској висини од 507 m.

## Прошлост
По "Румунској енциклопедији" место се први пут помиње 1439. године. Православна црква брвнара подигнута је 1800. године. Њу је заменила нова богомоља од чврстог материјала 1845. године.
Аустријски царски ревизор Ерлер је 1774. године констатовао да место припада Тамишком округу, Карансебешког дистрикта. Село има милитарски статус а становништво је влашко.

## Становништво
Према подацима из 2002. године у насељу је живело 1947 становника.

### Попис2002.
| Расподела становништва по националности 2002.‍ | Расподела становништва по националности 2002.‍ | Расподела становништва по националности 2002.‍ | Расподела становништва по националности 2002.‍ | Расподела становништва по националности 2002.‍ |
| --------------------------------------------- | --------------------------------------------- | --------------------------------------------- | --------------------------------------------- | --------------------------------------------- |
|                                               |                                               |                                               |                                               |                                               |
| Румуни                                        | Румуни                                        |                                               | 1.895                                         | 97,3%                                         |
| Роми                                          | Роми                                          |                                               | 52                                            | 2,7%                                          |